# (473043) 2015 HM80
(473043) 2015 HM80 es un asteroide perteneciente al cinturón de asteroides, descubierto el 21 de septiembre de 2008 por el equipo del Spacewatch desde el Observatorio Nacional de Kitt Peak, Arizona, Estados Unidos.

## Designación y nombre
Designado provisionalmente como 2015 HM80.

## Características orbitales
2015 HM80 está situado a una distancia media del Sol de 2,618 ua, pudiendo alejarse hasta 2,664 ua y acercarse hasta 2,572 ua. Su excentricidad es 0,017 y la inclinación orbital 2,282 grados. Emplea 1547 días en completar una órbita alrededor del Sol.

## Características físicas
La magnitud absoluta de 2015 HM80 es 17,5.